# 迭戈·阿瓦德·德·桑蒂连
西内西奥·包迪略·加西亚·费尔南德斯（西班牙語：Sinesio Baudilio García Fernández，1897年5月20日—1983年5月20日），后改名为迭戈·阿瓦德·德·桑蒂连，无政府工团主义活动家、经济学家。

## 作品选
- After the Revolution: Economic Reconstruction in Spain Today (1937)[2]